# Mustafa Mohamed
Mustafa Hassan Mohamed, detto Mussa (in somalo: Mustafa Xasan Maxamed; in arabo مصطفى حسن محمد‎?; Mogadiscio, 1º marzo 1979), è un siepista, mezzofondista e maratoneta svedese di origine somala.

## Palmarès
| Anno | Manifestazione    | Sede        | Evento         | Risultato | Prestazione | Note                                     |
| ---- | ----------------- | ----------- | -------------- | --------- | ----------- | ---------------------------------------- |
| 1997 | Europei juniores  | Lubiana     | 10000 m piani  | Argento   | 30'04"33    |                                          |
| 1998 | Mondiali juniores | Annecy      | 3000 m siepi   | 8º        | 8'42"55     |                                          |
| 1999 | Europei under 23  | Göteborg    | 10000 m piani  | 5º        | 29'31"67    |                                          |
| 2001 | Europei under 23  | Amsterdam   | 10000 m piani  | 8º        | 29'25"98    |                                          |
| 2003 | Mondiali          | Saint-Denis | 3000 m siepi   | Batteria  | 8'25"99     |                                          |
| 2004 | Giochi olimpici   | Atene       | 3000 m siepi   | 13º       | 8'18"05     |                                          |
| 2005 | Mondiali          | Helsinki    | 3000 m siepi   | 10º       | 8'20"26     |                                          |
| 2006 | Europei           | Göteborg    | 3000 m siepi   | 4º        | 8'27"79     |                                          |
| 2007 | Mondiali          | Osaka       | 3000 m siepi   | 4º        | 8'19"82     |                                          |
| 2008 | Giochi olimpici   | Pechino     | 3000 m siepi   | 10º       | 8'20"69     |                                          |
| 2009 | Mondiali          | Berlino     | 3000 m siepi   | 14º       | 8'35"77     |                                          |
| 2010 | Europei           | Barcellona  | 3000 m siepi   | Batteria  | 8'32"05     |                                          |
| 2012 | Europei           | Helsinki    | 10000 m piani  | dnf       | dnf         |                                          |
| 2013 | Mondiali          | Mosca       | Maratona       | 22º       | 2h17'09"    | Miglior prestazione personale stagionale |
| 2014 | Europei           | Zurigo      | Maratona       | 25º       | 2h19'29"    |                                          |
| 2016 | Europei           | Amsterdam   | Mezza maratona | 21º       | 1h05'11"    |                                          |
| 2022 | Europei           | Monaco      | Maratona       | 45º       | 2h19'52"    | Miglior prestazione personale stagionale |

## Campionati nazionali
1998
- Bronzo ai campionati svedesi, 10000 m piani - 29'32"20
- 10º ai campionati svedesi indoor, 3000 m piani - 8'26"18
- 5º ai campionati svedesi under 23 indoor, 1500 m piani - 3'52"13

2001
- Argento ai campionati svedesi, 10000 m piani - 29'08"47

2002
- Argento ai campionati svedesi, 5000 m piani - 14'06"24
- Oro ai campionati svedesi, 3000 m siepi - 8'32"07

2003
- Oro ai campionati svedesi, 3000 m siepi - 8'49"05

2004
- Oro ai campionati svedesi, 5000 m piani - 14'17"27

2005
- Oro ai campionati svedesi, 5000 m piani - 14'05"34

2006
- Oro ai campionati svedesi, 3000 m siepi - 8'34"85
- Oro ai campionati svedesi indoor, 3000 m piani - 8'09"17

2007
- Oro ai campionati svedesi, 5000 m piani - 14'09"99

2008
- Oro ai campionati svedesi, 3000 m siepi - 8'31"02

2010
- Oro ai campionati svedesi, 5000 m piani - 14'28"13
- Oro ai campionati svedesi, 10000 m piani - 29'58"18
- Oro ai campionati svedesi, 3000 m siepi - 8'44"05

2012
- Oro ai campionati svedesi, 10000 m piani - 29'10"77

2014
- Argento ai campionati svedesi di corsa su strada, 10 km - 29'18"

2016
- Oro ai campionati svedesi, 10000 m piani - 29'22"07

2017
- Bronzo ai campionati svedesi, 10000 m piani - 29'54"96

2021
- 4º ai campionati svedesi di maratona - 2h19'19"
- Oro ai campionati svedesi di mezza maratona - 1h05'33"
- 4º ai campionati svedesi di 10 km su strada - 29'41"

2023
- 5º ai campionati svedesi, 10000 m piani - 29'09"50
- Argento ai campionati svedesi di mezza maratona - 1h06'37"

## Altre competizioni internazionali
2001
- Bronzo alla Mezza maratona di Stoccolma ( Stoccolma) - 1h05'07"

2002
- Oro alla Mezza maratona di Göteborg ( Göteborg) - 1h03'35"

2003
- 16º alla City-Pier-City Loop ( L'Aia) - 1h03'55"

2004
- Oro alla Mezza maratona di Göteborg ( Göteborg) - 1h04'03"

2008
- Bronzo alla Great Manchester Run ( Manchester) - 28'12"
- Oro alla Great Yorkshire Run ( Sheffield) - 29'10"

2009
- 4º alla Great Yorkshire Run ( Sheffield) - 29'16"

2012
- 8º in Coppa Europa dei 10000 metri ( Bilbao) - 28'40"71
- 4º alla Maratona di Firenze ( Firenze) - 2h12'34"
- 9º alla Maratona di Amburgo ( Amburgo) - 2h12'28"
- Argento alla Mezza maratona di Venlo ( Venlo) - 1h02'40"
- 10º alla Great North Run ( Newcastle upon Tyne) - 1h03'12"

2013
- 4º alla Maratona di Stoccolma ( Stoccolma) - 2h20'08"

2016
- 6º alla Maratona di Stoccolma ( Stoccolma) - 2h20'01"
- 8º alla Mezza maratona di Barcellona ( Barcellona) - 1h04'19"
- Oro alla Mezza maratona di Stoccolma ( Stoccolma) - 1h04'51"

2017
- 12º alla Maratona di Stoccolma ( Stoccolma) - 2h24'35"
- 12º alla Mezza maratona di Göteborg ( Göteborg) - 1h05'18"

2018
- 6º alla Maratona di Stoccolma ( Stoccolma) - 2h27'39"
- 14º alla Mezza maratona di Göteborg ( Göteborg) - 1h05'21"
- Oro alla Sentrumsløpet ( Oslo) - 29'50"

2019
- 25º alla Maratona di New York ( New York) - 2h19'41"
- 11º alla Maratona di Stoccolma ( Stoccolma) - 2h21'01"
- 11º alla Mezza maratona di Barcellona ( Barcellona) - 1h03'02"
- Oro alla Mezza maratona di Stoccolma ( Stoccolma) - 1h03'44"
- 8º alla Vitality Big Half Marathon ( Londra) - 1h04'42"
- Bronzo alla Città Archeologica ( Oderzo) - 29'55"

2020
- 21º alla Maratona di Siviglia ( Siviglia) - 2h10'03"

2021
- 15º alla Maratona di Enschede ( Enschede) - 2h11'09"
- 14º alla Maratona di Stoccolma ( Stoccolma) - 2h19'19"

2023
- 36º alla Maratona di Boston ( Boston) - 2h26'03"

2024
- 49º alla Maratona di Chicago ( Chicago) - 2h24'38"
- 120º alla Mezza maratona di Valencia ( Valencia) - 1h07'24"